# Dennis Demmers
Dennis Demmers (Deventer, 21 maart 1975) is een Nederlands voetbaltrainer. In 2015 werd hij hoofdtrainer van Go Ahead Eagles.
Hij doorliep het CIOS in Arnhem met voetbal als specialisatie. Hij speelde zelf bij SV Colmschate '33. Demmers was dertien jaar actief als trainer in het amateurvoetbal. Hij trainde teams van de vierde klasse tot de topklasse. In 2010 werd hij dankzij de stemmen van zijn vakgenoten onderscheiden met de Rinus Michels Award voor beste trainer in het amateurvoetbal. Hij had dat seizoen gelijktijdig Excelsior '31 (zaterdag) en SV Colmschate '33 (zondag) onder zijn hoede.
Daarnaast was Demmers maatschappelijk actief als fitness-instructeur en daarna docent lichamelijke opvoeding, drie jaar in de Jeugdinrichting in Rekken en dertien jaar op het Etty Hillesum Lyceum in Deventer. Hij was mede-eigenaar en -oprichter van de Jack de Gier-voetbalschool en begon daarna zelf ook een voetbalschool.
Demmers was in het seizoen 2012/13 als assistent werkzaam bij Go Ahead Eagles, onder Erik ten Hag en sinds 2013-2014 onder Foeke Booy. Ook was hij hoofd scouting. Hij heeft de Cursus Coach Betaald Voetbal in mei 2014 afgerond. Na het vertrek van Booy op 22 maart 2015 maakte Demmers het seizoen af als hoofdtrainer van Go Ahead Eagles. Onder zijn leiding degradeerde de club uit Deventer naar de eerste divisie. Ondanks een doorlopend contract tot 30 juni 2016 stelde de clubleiding hem op 1 februari 2016 op non-actief wegens tegenvallende prestaties. Dat gebeurde een dag na de 1-0 nederlaag bij Achilles '29, de negende van het seizoen 2015/16 van de degradant uit de eredivisie. Assistent-trainers Harry Decheiver en Michel Boerebach namen in afwachting van een opvolger de taken waar. Die opvolger werd uiteindelijk oud-doelman Hans de Koning.
In 2016 werd hij assistent-coach en wedstrijdvideoanalist bij Al Taewoon in Saoedi-Arabië onder hoofdcoach Darije Kalezić. Na vijf duels werd Kalezić ontslagen.